# Egyptens andra dynasti
Egyptens andra dynasti varade cirka 120–150 år med början omkring 2800 f. Kr. Dynastin räknas till Tidig dynastisk tid i det forntida Egypten. En annan benämning är Thinitisk tid eftersom vissa av faraonerna byggde sina gravmonument i Thinis i Övre Egypten. 
Detta är en av de minst kända dynastierna i det gamla Egypten. De torftiga fynden från perioden hjälper inte heller forskningen. Det politiska landskapet är mycket osäker. 
Under Ninetjer och Khasekhemwy, som troligen hade de längsta regeringstiderna under dynastin, växte faraos maktapparat och välståndet ökade. Det var troligen en tid av stabilitet och lugn. Tiden just innan Ninetjers död fram till Khasekhemwys trontillträde är minst sagt obskyr. Åtminstone sex ytterligare kungar är kända från denna tid, men deras relativa position i dynastin är omstridd och mycket osäker. Även den mycket okända Seneferka dateras troligen till andra dynastin.

## Kungar under andra dynastin

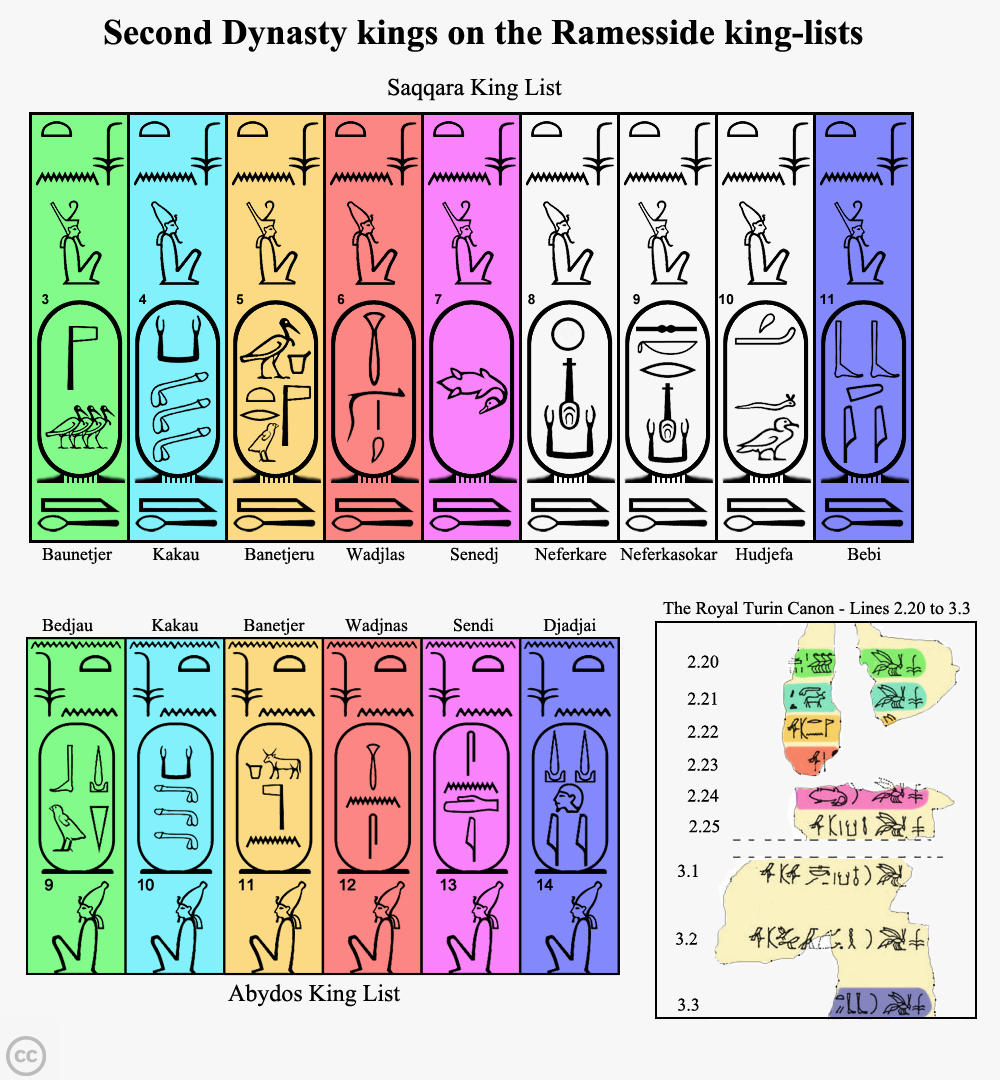
2:a dynastins kungar enligt 19:e dynastin

Tronföljden är osäker, liksom regeringslängden och tidpunkten.
- Hetepsekhemui omkring 2840 f. Kr.
- Nebre omkring 2830 f. Kr.
- Ninetjer 2810–2777 f. Kr.
- Wenegnebti omkring 2790 f. Kr.
- Senedj omkring 2790–2766 f. Kr.
- Sekhemib omkring 2760 f. Kr.
- Peribsen omkring 2760 f. Kr.
- Neferkare I omkring 2749 f. Kr.
- Neferkasokar omkring 2745 f. Kr.
- Khasekhemwy cirka 2740–2722 f. Kr.